# 坪郷實
坪郷 實（つぼごう みのる、1948年 - ）は、日本の政治学者。早稲田大学社会科学部・社会科学総合学術院名誉教授。日本比較政治学会理事。
専門は比較政治、環境政策の政治学、環境社会論、新しい社会運動、EU地域研究、『緑の党 (ドイツ) 』研究。

## 経歴
1948年、山口県下関市に生まれる。1972年、大阪市立大学法学部を卒業し、1978年に同大学院法学研究科後期博士課程単位取得退学。
その後は、北九州市立大学教授に着任。1991年、『新しい社会運動と緑の党 福祉国家のゆらぎの中で』を大阪市立大学に提出して法学博士の学位を取得。1994年より早稲田大学社会科学部教授・大学院社会科学研究科教授に就いた。2019年、早稲田大学を定年退任し、名誉教授となった。

### 役職
- 日本比較政治学会　常務理事　1998～2000。
- 日本比較政治学会　理事　　　　2000～2004、2006～現在。
- 日本公共政策学会　理事　　　　1996～2000、2002～2004。

## 研究内容・業績

### ドイツと緑の党
- 1980年代中頃より、当時ドイツ連邦議会に進出し始めた《環境政党》・『緑の党 (ドイツ) 』に注目し研究をはじめる[1] [2]。その後、西ドイツ「緑の党」は、『エコロジー』や『生活主義』を掲げ、東西ドイツの統一にも影響力を持つまでに台頭した。環境政党「緑の党」の経験から、新時代の政党のあり方や、「新しい時代の市民活動」のあり方を模索する研究を行っている。ドイツでは、緑の党などが加わる連立政権により、世界に先駆けて「エコ税制改革」が行われ、第二次産業・製造業の占める割合が高いなかで、主要国に先駆けて環境税が導入されるなど、大きな政策転換が進められた。こうしたドイツにおける一連の『環境政策』を、比較政治・政治過程・社会政策・経済政策・地方自治（市民自治）の各側面から『統合的環境政策』として有機的に捉え、21世紀における「持続可能な産業社会」への転換とその政策的手段について、学際領域の研究を行っている。
- ドイツの政治状況に詳しく、日本との比較を含め新聞でコメントを求められることがある[3][4][5]。[3][4][5]。 また、日本における「緑の党 (ドイツ) 」研究の草分け[1][2] [6]。

### 日本における「緑の党」の可能性
日本版『緑の党』のような「試み」は、これまで何度か為されてきたものの、いずれも消滅するなど「失敗」に終わっている。その理由について、以下のような分析を行っている。
- ヨーロッパと日本では「政党の在り方」が異なる。ヨーロッパの場合は、政党によって「政治理念」が明確に分かれており、そのため、ヨーロッパで「緑の党」が現れた際には、『新しい争点』として有権者に受け入れられた。一方、日本の場合、「緑の党」が唱えるような政策は「既存政党」の議員が既に訴えており、こうした状況下では、埋没する可能性が高いと指摘する。
- 日本の場合、政権交代を何度も経験した先、「政党の在り方」が変容していった場合には可能性があるものの、現段階では、特定の政策を訴えるこうした小政党が力を持つのは容易ではない[6]。

## 著書

### 単著
- 『新しい社会運動と緑の党 ―― 福祉国家のゆらぎの中で』九州大学出版会、1989年）
- 『統一ドイツのゆくえ』岩波新書、1991年）
- 『ドイツの市民自治体-市民社会を強くする方法』生活社、2007年)
- 『環境政策の政治学 ―― ドイツと日本』早稲田大学出版部、2009年)
- 『脱原発とエネルギー政策の転換 ドイツの事例から』明石書店, 2013.10
- 『環境ガバナンスの政治学 脱原発とエネルギー転換』法律文化社, 2018.3

### 編著
- 『新しい公共空間をつくる ―― 市民活動の営みから』（日本評論社、2003年）
- 『参加ガバナンス ―― 社会と組織の運営革新』（日本評論社、2006年）
- 『比較・政治参加』（ミネルヴァ書房、2009年）
- 『ソーシャル・キャピタル』 (福祉+α)ミネルヴァ書房, 2015.8

### 共著
- 『比較・選挙政治 ―90年代における先進５カ国の選挙』(梅津實・森脇俊雅・後房雄・山田真裕)（ミネルヴァ書房, 1998年）
- 『比較・選挙政治 ―21世紀初頭における先進６カ国の選挙』(後房雄・大西裕・山田真裕・梅津實・森脇俊雅）（ミネルヴァ書房, 2004年）

### 共編著
- 『EC経済統合とヨーロッパ政治の変容 ―21世紀に向けたエコロジー戦略の可能性』（住沢博紀・長尾伸一・阪野智一・長岡延孝・伊藤公雄）（河合文化教育研究所, 1992年）
- 『連立政治 同時代の検証』（山口二郎・新川敏光・後房雄・伊藤光利）（朝日新聞社, 1997年）
- 『ポスト福祉国家とソーシャル・ガヴァナンス (ガヴァナンス叢書) 』（山口二郎・宮本太郎）ミネルヴァ書房, 2005年)
- 『ヨーロッパ・デモクラシーの新世紀 ―― グローバル化時代の挑戦』（高橋進）（早稲田大学出版部, 2006年）
- 『市民が描く社会像 ―政策リスト37 (CiViCS叢書)』(生活社, 2009年)
- 『分権と自治体再構築 ―行政効率化と市民参加』（縣公一郎・ゲジーネ フォリャンティ=ヨースト）（法律文化社, 2009年)
- 『市民自治講座 前編 (自治総研ブックス) 金子匡良,杉田敦,辻山幸宣, 坪郷[述], 市民がつくる政策調査会共編. 公人社, 2014.12
- 『市民自治講座 後編 (自治総研ブックス)廣瀬克哉,石毛鍈子,井手英策,大西隆[述],市民がつくる政策調査会共編. 公人社, 2016.8

### 訳書
- H-U・ヴェーラー『近代化理論と歴史学』山口定との共訳　（未來社, 1977年）
- Ph・C・シュミッター, G・レームブルッフ編 『団体統合主義の政治とその理論』（木鐸社, 1984年）
- ウーテ・フレーフェルト 『ドイツ女性の社会史 ―― 200年の歩み』若尾祐司,姫岡とし子,原田一美,山本秀行共訳（晃洋書房, 1990年）
- サミュエル・P・ハンティントン 『第三の波 ―― 20世紀後半の民主化』薮野祐三, 中道寿一共訳（三嶺書房, 1995年）

### 論文
- 「戦後ドイツの極右主義と共和党」 『思想』 第833号（岩波書店, 1993）